# Conopodium pyrenaeum
Conopodium pyrenaeum är en flockblommig växtart som beskrevs av Ernest-Jules-Marie Jeanbernat och Timb.-lagr. Conopodium pyrenaeum ingår i släktet nötkörvlar, och familjen flockblommiga växter. Inga underarter finns listade i Catalogue of Life.